# Tetrao
Tetrao là một chi chim trong họ Phasianidae.

## Các loài
- Tetrao urogallus
- Tetrao parvirostris